# Pectiniunguis bolbonyx
Pectiniunguis bolbonyx är en mångfotingart som först beskrevs av Henri W. Brölemann och Ribaut 1912.  Pectiniunguis bolbonyx ingår i släktet Pectiniunguis och familjen småjordkrypare. Inga underarter finns listade i Catalogue of Life.